# 今天誰會贏
《今天誰會贏》（英文名稱：Everyone Wins），是由著有「電視狂人」之稱的蔡和平設計與創作，每集邀請6位參賽者參賽。香港版同爲6位參賽者，但6位參賽者當中4位為家庭觀衆，2位為藝人，藝人的參與均以慈善爲主。節目因答題時間的影響，或以「換分環節」的方式，而致使分數有所不同。該節目在臺灣、香港、新加坡、中國大陸等各地的電視台，均曾有購其版權而播放過。

## 歷屆主持人、播放電視台
- 臺版：卜學亮，於台視播放，於2004年10月3日起，至2004年12月5日為止，因版權與收益問題，只播了10集。
- 新加坡版：梁志強，於新傳媒播放。
- 港版：鄭丹瑞，於翡翠台播放。
- 中國大陸版：陳蓉。

## 遊戲宗旨
藉由「扮豬吃老虎」的方法，以及參賽者「精湛的演技」，讓其他參賽者猜不出或看不透自己的情況，不到最後，絕不知誰是最後的贏家。

## 遊戲規則

### 臺灣版
主持人依序介紹6位參賽者，這6位參賽者的初始分數均為0分，而主持人會在每一回合，詢問各5道問題，每題均為選擇題，第1~3回合是4選1，唯最後第4回合是6選1，每一次答題的時間限制均為20秒。
問題的種類如下：
- 第1回合文字題，每題最高20分。文字題的類型如下：

詢問參賽者基本常識問題、時事問題等。
- 第2回合影片題，每題最高40分。影片題的類型如下：

製作單位購得一些影片的版權後，當做題目，影片播放到一半，主持人就會詢問與影片相關的問題。
- 第3回合文字題，每題最高60分；

同第1回合。
- 第4回合表演題，每題最高80分。表演題的題型如下：

由製作單位邀請的來賓，拿出自己珍藏的物品，或者是在現場表演，主持人發問後，並請這些人完整表演，以公佈解答。
而分數計算的方法如下：
參賽者於時間限制內，選擇正確選項者，則分數是「剩餘秒數 ÷ 20 × 該題可得最高分」的比例去計算，並累計參賽者的分數；反之答錯者，分數也是以上述公式計算，但卻是以倒扣的方式，從參賽者的累計分數中扣除。
舉例說明：
- 如果參賽者A於第3回合內回答第1題，於剩餘15秒鐘的時候答對，則可獲得45分（3 × 15 = 45）；
- 如果參賽者B於第2回合內回答第5題，於剩餘13秒鐘的時候答錯，則會被扣26分（-2 × 13 = -26）。

但如果參賽者於時限內沒有答題，則累計分數會被扣該回合一題的最高分。
分數方面，只有參賽者自己可以看得到自己的分數，不能看到別人的分數；而主持人可以看到所有參賽者的分數。
滿分為1000分。（（20+40+60+80）×5= 1000）

#### 觀眾得獎
該遊戲節目的特點，是觀眾可以互動，以撥打高額付費電話，或是編寫簡訊的方式互動。以臺版遊戲為例，電視機觀眾面對第5位與第6位的參賽者（第4回合是第4、第5，以及第6位），在每一題目回答完畢後，產生幸運數字。無論這幾位參賽者的分數是正分還是負分，均取其分數的個位數，拼湊成為一組幸運數字。只要電視機觀眾的證件號碼、信用卡卡號、電話號碼…等符合參賽規則，均可參加。
舉例說明：
第2回合，主持人發問完第2題，參賽者A有48分、參賽者B有-27分、參賽者C有14分、參賽者D有80分、參賽者E有58分、參賽者F有-62分，則取參賽者E之58分之個位數8，以及參賽者F之-62之個位數2，當作第7個幸運數字82。
如果上述的分數，是在第4回合，則幸運數字是082。
第1~3回合的獎金是新台幣5,000圓整，第4回合的獎金新台幣10,000圓整。製作單位會隨機以電腦抽出每一回合的獎金得主，屆時這些得主就必須提出相關的證明或收據，方可領獎。
除此之外，觀眾若能在指定時間內，預測出誰是該集節目的冠軍（分數最高者），則有機會獲得新台幣100,000圓整的高額獎金。由於該節目強調「不到最後，絕不知道誰是最後贏家」，故也增加了一點趣味。

#### 換分環節
該節目最大的特色，就在於「換分」，參賽者可以向想要的其中1位參賽者，要求換取對方的分數。換分的遊戲規則：第1~3回合，採參賽者自行換分；第4回合採電腦亂數換分。
主持人提出換分指示時，參賽者可以按鈕，表示換分的意願。但於換分時，會有下列的情況：
1. 只有1位參賽者要求換分，此時是「理所當然」的，讓該名參賽者選擇想要被換分的參賽者進行換分。
2. 2位以上的參賽者要求換分，則是由電腦以亂數的方式，選擇1位參賽者換分。
3. 沒有參賽者有換分的意願，也是由電腦以亂數的方式，於6名參賽者中，選擇1位換分。

第1~3的回合中，換分是強迫進行的，而被要求換分者，也不能以任何理由拒絕換分。敲定兩名相互換分的參賽者後，主持人就會喊出口號：「千金難買早知道，萬般無奈想不到。換！」（香港版為「換分換分，有減有增！」）此時，這兩名參賽者就得知自己交換後的分數是如何。
由於參賽者彼此不知道分數，可能有些參賽者對分數不滿意，想換取更高分，故藉由「演技」表達出自己想換分的意願。但換分情況難測，有可能換到較好的分數，也有可能換到更糟的分數。
第4回合，則是電腦以亂數選擇一位參賽者，主持人也會宣佈這個被電腦選中的參賽者，有3個選擇：
1. 換分權讓給別人
2. 與他人交換分數
3. 拿自己的分數交換神秘禮物

其中的神秘禮物，可能會比參賽者所擁有的分數價值來得高，也有可能會來得低。參賽者依照主持人的要求，自行決定，唯獨不可拒絕這3個要求。
進行完換分環節後，一樣也會產生幸運號碼（第5、10、15，以及第20題限定，沒進行換分環節前，幸運號碼不會被產生）。

### 最後得獎
20題的題目問完後，主持人就會逐一宣佈第1名（冠軍）、第2名（亞軍），以及第3名（季軍）的分數。台灣版的獎金換算如下：
1. 冠軍是分數總和後端加2個0，例如成績是368分者，則獎金是新台幣36,800圓整；（香港版為得分總和後加3個0）
2. 亞軍是分數總和後端加1個0，例如成績是168分者，則獎金是新台幣1,680圓整；（香港版為得分總和後加2個0）
3. 季軍則是有幾分得幾圓整，例如成績是60分者，則獎金是新台幣60圓整。（香港版為得分總和後加1個0）

但如果冠亞季軍最少一位的分數仍然是負分，則獎金是0，但會獲得獎品。4回合20題的遊戲進行完畢後，主持人就正式結束該集節目。

## 外部連結
- 國際版《今天誰會贏》官方網站（页面存档备份，存于）
- 台視《今天誰會贏》官方網站（页面存档备份，存于）
- TVB《橫掃千金》官方網站